# Зачрет
Зачрет (словен. Začret) — поселення в общині Целє, Савинський регіон, Словенія. 
Висота над рівнем моря: 250 м.